# Лианозов, Степан Георгиевич
Степан Георгиевич Лианозов (арм. Ստեփան Գևորգի Լիանոսյան — Степан Геворгович Лианосян; 1872, Баку — 1949, Париж) — российский промышленник, меценат и политический деятель. Крупнейший нефтяной магнат Российской империи в начале XX века.

## Биография
Родился в Баку 9 (21) августа 1872 года. По национальности армянин. Отец — Лианозов, Георгий Мартынович.
После окончания гимназии в 1894 году поступил на естественное отделение физико-математического факультета Московского университета, однако вскоре перешёл на юридический факультет, который окончил в 1898 году. Два года работал помощником присяжного поверенного округа Московской судебной палаты. В это время жил в Москве в Камергерском переулке, дом 3.
В 1901 году переехал в Баку, где занялся нефтяными делами. Директор-распорядитель и член правления свыше 20 нефтепромышленных и др. компаний. В 1903 году построил дачный особняк по адресу Череповецкая улица, дом 3Б. По состоянию на 2018 год в здании располагается Художественный музей Константина Васильева.
С. Г. Лианозов был первым в армянской бизнес-среде, кто сломал стереотип о национальном характере бизнеса. В Петербурге в 1907 году им было создано «Товарищество нефтяного производства Г. М. Лианозова сыновей» с основным капиталом в 2 млн рублей. Став его директором-распорядителем, Лианозов включил в правление П. Леждновского и одного из крупнейших предпринимателей империи — владельца петербургского механического и чугунолитейного акционерного общества «Путиловский завод» А. Путилова. С привлечением крупных инвестиций товарищество быстро развивалось, так, в 1907 году было добыто 240,7 тыс. пудов нефти, в 1908 — 1,168 тыс., в 1909 — 2,173 тыс., в 1910 — 2,133 тыс. пудов.
Кроме нефтяных скважин, товариществу принадлежали предприятия: в Баку, в Белом городе, — керосиновый и масляной заводы, ёмкости для хранения керосина и мазута; на берегу Каспийского моря — нефтепровод, нефтеналивная пристань, в Батуми — резервуары и хранилища.
Был избран гласным Бакинской городской думы и членом Бакинского биржевого комитета.
28 июля 1912 года в Лондоне была создана «Русская генеральная нефтяная корпорация» («Russian General Oil Corporation», сокращенно «Ойль») с основным капиталом в 2,5 млн. фунтов стерлингов, в числе крупнейших пайщиков которой было «Товарищество нефтяного производства Г. М. Лианозова сыновей». Корпорация стала крупнейшим монополистическим объединением трестового типа в нефтяной промышленности России. Она была создана для борьбы с компанией «Бранобель» и нефтяными предприятиями Ротшильдов. В состав корпорации вошли три армянские и одна русская нефтепромышленные фирмы, элита русского банковского капитала и представители высшего света английского общества. Благодаря действиям Лианозова нефтяной сектор Баку стал привлекательным для иностранцев. С этой целью им в 1912 году в Англии была образована компания «British Lianosoff White Oil Company», а во Франции — «La Lianosoff Français». В 1913 году с целью ввоза в Германию нефти, переработки и дальнейшей её продажи им вместе с немецкими партнерами в Гамбурге была создана фирма «Deutsche Lianozoff Mineralöl Import Act.Ges», с основным капиталом в 1 млн марок.
С. Г. Лианозов был председателем правлений: Апшеронского нефтяного общества, Нефтепромышленного и торгового общества «Арамазд», Волжско-Черноморского торгового и промышленного общества; Директором-распорядителем: Товарищества нефтяного производства «Лианозова Г. М. сыновей» (1907), Нефтепромышленного и торгового общества «А. И. Манташев и Ко» (1899), Нафталанского нефтепромышленного общества, Русского нефтепромышленного общества (РУНО), Среднеазиатского нефтепромышленного и торгового общества «Санто», Нефтепромышленного и торгового общества «Шихово»; Членом правлений: "Нефтепромышленного и торгового общества «Варинские технохимические заводы И. Н. Тер-Акопова», Нефтепромышленного и торгового «Братья Мирзоевы и Ко», Московско-Кавказского нефтяного и промышленного товарищества (1902), Санкт-Петербургского нефтепромышленного общества, Нефтепромышленного общества «Эмба-Каспий», Нефтепромышленного и разведочного общества, Нефтепромышленного Общества Терской области, Русской генеральной нефтяной корпорации «Ойл» (1912); член совета «Товарищества нефтяного производства Братьев Нобель».
В 1913 году совместно с немецкими, французскими и бельгийскими партнерами («О. А. Розенберг и Ко» (Париж), «Л. Дрейфус и Ко» (Париж), Б. Маргулиеса (Брюссель)) создал в Гамбурге компанию по транспортировке в Германию российской нефти и нефтепродуктов для их переработки и продажи. Один из немногих, кто сумел вовлечь в нефтяную отрасль Бакинского района значительные иностранные и российские инвестиции. На 1914 год состояние С. Г. Лианозова оценивалось в сумму свыше 10 млн руб. Совместно с А. И. Манташевым весной 1917 года он создал в Москве кинофирму «Биофильм» («Биохром»), а также построил свою кинофабрику.
После Октябрьской революции перебрался в Финляндию (Хельсинки), где стал одним из организаторов антибольшевистского движения. В январе 1919 года участвовал в съезде представителей промышленности и торговли в Выборге. Входил в состав Политического совещания при генерале Юдениче. Возглавил Северо-Западное правительство, сформированное английским генералом Маршем.
После неудачи наступления Юденича на Петроград эмигрировал в Париж. В 1920 году вместе с П. П. Рябушинским и др. создал в Париже Российский торгово-промышленный и финансовый союз (Торгпром) для защиты интересов русских собственников-эмигрантов (Н. Х. Денисов (председатель), А. О. Гукасов, С. Г. Лианозов, Л. А. Манташев, Г. А. Нобель и др). В апреле 1926 года был делегатом от Франции на Российском зарубежном съезде в Париже.
Скончался 10 августа 1949 года, похоронен на кладбище в Пасси.

## В масонстве
Член ложи «Астрея» № 500 Великой ложи Франции. Посвящён по рекомендации Путилова и Кандаурова 11 ноября 1922 года, возведён во 2-ю и 3-ю степени 26 мая 1923 года. Член лож: «Гермес» (1924—1931) и «Лотос» (1935—1949). Член-основатель ложи «Юпитер» № 536 (1925 год), досточтимый мастер со дня основания ложи по 1927 год. Дародатель в 1928 и в 1938 году. Возобновил членство в ложе 10 марта 1945 года. Почетный член ложи с 1947 года до кончины.
С 1935 года — член ложи совершенствования «Друзья любомудрия» (4°-14°), капитула «Астрея» (15°-18°) и ареопага «Ordo ab Chao» (19°-30°) Русского совета 33 степени.
Возведён в 33° ДПШУ в последние дни жизни.

## В кино
В фильме — «В дни Октября» (1958 год).